# Dolichoderus mesonotalis
Dolichoderus mesonotalis é uma espécie de formiga do gênero Dolichoderus.